# Maurice Schmid
Maurice Schmid ( 1922 - ) es un botánico francés.
Trabajó extensamente en el "Laboratorio de Fanerógamas" del Muséum national d'histoire naturelle.

## Algunas publicaciones

### Libros
- i. Nielsen, g. tolmie Prance, j. Edmondson, a. Abréville, jean-françois Leroy, maurice Schmid, nicolas Hallé. 1986. Celastraceae Hippocrateoideae (Flore du Gabon). Ed. Museum national d'histoire naturelle, Laboratoire de phanérogamie
- 1974. Végétation du Viet-Nam: le massif sud-annamitique et les régions limitrophes. Volumen 74 de Mémoires ORSTOM. Ed. IRD. 243 pp. ISBN 2-7099-0349-0 En línea

## Honores

### Epónimos
- (Arecaceae) Alloschmidia H.E.Moore[1]

- La abreviatura «M.Schmid» se emplea para indicar a Maurice Schmid como autoridad en la descripción y clasificación científica de los vegetales.[2]